# Javaanse zonnedas
De Javaanse zonnedas (Melogale orientalis)  is een zoogdier uit de familie van de marterachtigen (Mustelidae). De wetenschappelijke naam van de soort werd voor het eerst geldig gepubliceerd door Horsfield in 1821.

## Voorkomen
De soort komt voor in Indonesië.